# Emiliano Mondonico
Emiliano Mondonico (Rivolta d'Adda, 9 marzo 1947 – Milano, 29 marzo 2018) è stato un calciatore e allenatore di calcio italiano, di ruolo attaccante.
Con 88 reti realizzate, è il miglior marcatore di sempre della Cremonese. Da allenatore ha ottenuto cinque promozioni in Serie A con Cremonese (1983-1984), Atalanta (1987-1988 e 1994-1995), Torino (1998-1999) e Fiorentina (2003-2004).

## Biografia
Nato e cresciuto a Rivolta d'Adda, la sua famiglia gestiva una trattoria in riva al fiume Adda. È morto il 29 marzo 2018, all'età di settantun anni, a causa del riacutizzarsi del tumore di cui soffriva dal 2011.

## Carriera

### Giocatore

Mondonico (a destra) in azione con la Cremonese negli anni settanta

Si appassionò al calcio sin da piccolo, giocando all'oratorio. Crebbe quindi nelle giovanili della Rivoltana, squadra dilettantistica del suo paese.
Nel 1966 fu ingaggiato dalla Cremonese, con cui giocò una stagione in Serie D e una in Serie C. Nel 1968-1969 esordì in Serie A con la maglia del Torino. Dopo due stagioni, scese di categoria per giocare con il Monza (23 gare e 7 reti), per poi ritornare in A nel 1971-72 all'Atalanta.
Chiuse la carriera dopo il ritorno alla Cremonese, con cui giocò per sette stagioni tra Serie B e Serie C.

### Allenatore

#### Gli inizi
Iniziata la carriera da allenatore nel 1979 come tecnico delle giovanili della Cremonese, gli fu affidata la prima squadra grigiorossa nel corso del campionato di Serie B 1981-1982. Rimase in sella alla squadra fino al 1986, ottenendo nel 1983-1984 quello che fu il ritorno dei lombardi in A dopo 54 stagioni. Dopo l'immediata retrocessione in B del 1984-1985, passò nel 1986-87 al Como, col quale ottenne un decimo posto in Serie A.

#### Atalanta
Nella stagione 1987-1988 fu ingaggiato dall'Atalanta, in Serie B; ottenne immediatamente la promozione in massima categoria e guidò quindi la squadra bergamasca in un'esaltante esperienza in Coppa delle Coppe, conclusasi solo in semifinale di fronte ai belgi del K.V. Mechelen, che poi vinsero la competizione contro l'Ajax.
Nelle due stagioni successive ottenne un sesto e un settimo piazzamento in A, con la qualificazione alla Coppa UEFA.

#### Torino

Mondonico solleva la Coppa Italia 1992-1993 vinta con il Torino

Tra il 1990 e il 1994 sedette sulla panchina del Torino, in Serie A. Con i granata ottenne i migliori risultati della sua carriera. Già nella stagione di esordio portò i neopromossi piemontesi a un sorprendente quinto posto in campionato, che valse la qualificazione in Coppa UEFA.
Nell'annata 1991-1992 il Torino migliorò ulteriormente il piazzamento in massima serie, chiudendo al terzo posto; ancor più rilevante fu il cammino in Europa, dove, dopo aver tra gli altri eliminato il Real Madrid in semifinale, raggiunse la finale di Coppa UEFA persa a beneficio dell'Ajax, pur non conoscendo sconfitta nel doppio confronto, solo per la regola dei gol in trasferta: nella partita di ritorno ad Amsterdam restò nell'immaginario collettivo l'episodio della sedia agitata in aria da Mondonico, in segno di protesta verso l'arbitraggio ritenuto da lui particolarmente sfavorevole; per tale gesto rimediò una giornata di squalifica, che nel prosieguo della lunga carriera di allenatore non ebbe mai l'occasione di scontare.
Nella stagione 1992-1993 il tecnico guidò la squadra al nono posto in campionato e alla vittoria della Coppa Italia, tuttora l'ultimo trofeo della storia granata, superando nella doppia finale la Roma, nonostante ben tre rigori contro nella sfida di ritorno a Roma.
Tale successo valse la qualificazione in Coppa delle Coppe per l'annata seguente, l'ultima del primo ciclo Mondonico a Torino: l'avventura europea si chiuse poi ai quarti di finale contro l'Arsenal, futuro vincitore dell'edizione. Al termine del campionato, chiuso all'ottavo posto, Mondonico lasciò i granata.

#### Ritorni all'Atalanta e al Torino

Uno scambio di saluti tra Mondonico (a destra), alla sua seconda esperienza atalantina, e il collega fiorentino Claudio Ranieri in occasione della finale di andata della Coppa Italia 1995-1996.

Tornato all'Atalanta nel 1994-95, riportò i bergamaschi in Serie A, traghettandoli anche verso la finale di Coppa Italia 1995-96, persa contro la Fiorentina; nel 1997-98 la squadra nerazzurra cadde in B; nel 1998-99, nuovamente al Torino, ottenne una nuova promozione in A, retrocedendo però l'anno successivo.

#### Napoli e Cosenza
Dopo non essere riuscito a scongiurare la retrocessione in B del Napoli nel 2000-01, fu chiamato nel corso della stagione 2001-02 a sostituire Luigi De Rosa sulla panchina del Cosenza, venendo poi esonerato, richiamato nuovamente all'inizio del campionato 2002-03 e nuovamente sollevato dall'incarico prima della fine del torneo.

#### Fiorentina
Con la Fiorentina, squadra per la quale non aveva mai nascosto la sua simpatia, ottenne nel 2003-04 la quinta promozione in A della sua carriera, che lo vede al secondo posto in questa particolare classifica. Esonerato dopo le prime giornate del campionato 2004-05 per contrasti con la società, partecipò per oltre un anno come opinionista in televisione a diverse trasmissioni sportive.

#### AlbinoLeffe e Cremonese
Il 29 gennaio 2006 venne scelto dall'AlbinoLeffe, in Serie B, per sostituire Vincenzo Esposito; ottenuta la salvezza, rimase al timone della squadra azzurro-celeste anche per la stagione 2006-07, conclusa al decimo posto. Nella stagione 2007-2008 scese in Serie C1 per ritornare, dopo ventuno anni, alla Cremonese. Dopo la finale play-off persa contro il Cittadella, non venne confermato per la stagione successiva. Fu poi reingaggiato dalla squadra grigiorossa tra il 17 dicembre 2008, quando sostituì Ivo Iaconi, e il 26 marzo 2009, giorno in cui rassegnò le dimissioni.
Il 28 settembre dello stesso anno ritornò sulla panchina dell'AlbinoLeffe al posto di Armando Madonna, guidandola alla salvezza. Venne confermato alla guida della squadra anche la stagione successiva, ma il 29 gennaio 2011, con la compagine seriana sistemata in una posizione di metà classifica, fu costretto a lasciare temporaneamente la panchina poiché colpito da un tumore addominale, affidando la panchina al suo vice Daniele Fortunato. Il successivo 14 febbraio, dopo essere stato operato, ritornò sulla panchina dei lombardi, che riuscì a salvare grazie ai play-out dove, per via della migliore posizione di classifica raggiunta nella stagione regolare, ebbe la meglio sul Piacenza con uno 0-0 esterno all'andata e un 2-2 in casa al ritorno, l'11 giugno.
Due giorni dopo, il tecnico annunciò di dovere temporaneamente lasciare l'attività lavorativa e sottoporsi ad ulteriori cure per i problemi di salute che già lo avevano portato all'operazione del gennaio 2011, risultata però non risolutiva ai fini di una definitiva guarigione. Il 17 giugno arrivò l'ufficialità anche da parte dell'AlbinoLeffe che Mondonico non sarebbe più stato l'allenatore, con la prima squadra che venne nuovamente affidata a Fortunato. Il successivo 14 novembre annunciò di aver sconfitto il tumore (un sarcoma) che lo aveva colpito.

#### Novara
Il 30 gennaio 2012 subentrò ad Attilio Tesser sulla panchina del Novara, ultimo dopo ventitré giornate, tornando così ad allenare in massima serie dopo più di sette anni. Alla terza partita sulla nuova panchina, il 12 febbraio, colse una clamorosa vittoria in casa dell'Inter (0-1), grazie a un gol di Caracciolo. Il 6 marzo, dopo sei partite (una vittoria, due pareggi e tre sconfitte) e cinque punti guadagnati, fu esonerato dalla dirigenza del Novara e sostituito da Tesser, richiamato.

### Dopo il ritiro
A partire dal 2011 è stato opinionista nei programmi La Domenica Sportiva di Rai 2 e Novastadio di Telenova; inoltre, nell'estate 2012 è stato ospite di varie trasmissioni tematiche della Rai per il campionato d'Europa 2012. Dal 2015 è stato ospite e opinionista a varie trasmissioni calcistiche della Rai, tra cui Sabato Sprint.

## Statistiche

### Statistiche da allenatore
In grassetto le competizioni vinte.
| Stagione             | Squadra            | Campionato         | Campionato | Campionato | Campionato | Campionato | Coppe nazionali | Coppe nazionali | Coppe nazionali | Coppe nazionali | Coppe nazionali | Coppe continentali | Coppe continentali | Coppe continentali | Coppe continentali | Coppe continentali | Altre coppe | Altre coppe | Altre coppe | Altre coppe | Altre coppe | Totale | Totale | Totale | Totale | % Vittorie | Piazzamento      |
| Stagione             | Squadra            | Comp               | G          | V          | N          | P          | Comp            | G               | V               | N               | P               | Comp               | G                  | V                  | N                  | P                  | Comp        | G           | V           | N           | P           | G      | V      | N      | P      | %          | Piazzamento      |
| -------------------- | ------------------ | ------------------ | ---------- | ---------- | ---------- | ---------- | --------------- | --------------- | --------------- | --------------- | --------------- | ------------------ | ------------------ | ------------------ | ------------------ | ------------------ | ----------- | ----------- | ----------- | ----------- | ----------- | ------ | ------ | ------ | ------ | ---------- | ---------------- |
| apr.-giu. 1982       | Cremonese          | B                  | 7          | 5          | 2          | 0          | CI              | -               | -               | -               | -               | -                  | -                  | -                  | -                  | -                  | -           | -           | -           | -           | -           | 7      | 5      | 2      | 0      | 71,43      | Sub. 10º         |
| 1982-1983            | Cremonese          | B                  | 38+2       | 13+0       | 19+2       | 6+0        | CI              | 5               | 1               | 2               | 2               | -                  | -                  | -                  | -                  | -                  | -           | -           | -           | -           | -           | 45     | 14     | 23     | 8      | 31,11      | 3º               |
| 1983-1984            | Cremonese          | B                  | 38         | 15         | 15         | 8          | CI              | 5               | 3               | 1               | 1               | -                  | -                  | -                  | -                  | -                  | -           | -           | -           | -           | -           | 43     | 18     | 16     | 9      | 41,86      | 3º (prom.)       |
| 1984-1985            | Cremonese          | A                  | 30         | 4          | 7          | 19         | CI              | 5               | 1               | 2               | 2               | -                  | -                  | -                  | -                  | -                  | -           | -           | -           | -           | -           | 35     | 5      | 9      | 21     | 14,29      | 16º (retr.)      |
| 1985-1986            | Cremonese          | B                  | 38         | 10         | 17         | 11         | CI              | 5               | 1               | 1               | 3               | -                  | -                  | -                  | -                  | -                  | -           | -           | -           | -           | -           | 39     | 11     | 18     | 14     | 28,21      | 9º               |
| 1986-1987            | Como               | A                  | 30         | 5          | 16         | 9          | CI              | 5               | 1               | 4               | 0               | -                  | -                  | -                  | -                  | -                  | -           | -           | -           | -           | -           | 35     | 6      | 20     | 9      | 17,14      | 10º              |
| 1987-1988            | Atalanta           | B                  | 38         | 14         | 19         | 5          | CI              | 5               | 2               | 1               | 2               | CdC                | 8                  | 3                  | 1                  | 4                  | -           | -           | -           | -           | -           | 51     | 19     | 21     | 11     | 37,25      | 4º (prom.)       |
| 1988-1989            | Atalanta           | A                  | 34         | 11         | 14         | 9          | CI              | 12              | 6               | 1               | 5               | -                  | -                  | -                  | -                  | -                  | -           | -           | -           | -           | -           | 46     | 17     | 15     | 14     | 36,96      | 6º               |
| 1989-1990            | Atalanta           | A                  | 34         | 12         | 11         | 11         | CI              | 4               | 2               | 2               | 0               | CU                 | 2                  | 0                  | 1                  | 1                  | -           | -           | -           | -           | -           | 40     | 14     | 14     | 12     | 35,00      | 7º               |
| 1990-1991            | Torino             | A                  | 34         | 12         | 14         | 8          | CI              | 6               | 3               | 0               | 3               | -                  | -                  | -                  | -                  | -                  | CM          | 3           | 3           | 0           | 0           | 43     | 18     | 14     | 11     | 41,86      | 5º               |
| 1991-1992            | Torino             | A                  | 34         | 14         | 15         | 5          | CI              | 6               | 2               | 3               | 1               | CU                 | 12                 | 7                  | 4                  | 1                  | -           | -           | -           | -           | -           | 52     | 23     | 22     | 7      | 44,23      | 3º               |
| 1992-1993            | Torino             | A                  | 34         | 9          | 17         | 8          | CI              | 10              | 5               | 4               | 1               | CU                 | 4                  | 1                  | 1                  | 2                  | -           | -           | -           | -           | -           | 48     | 15     | 22     | 11     | 31,25      | 9º               |
| 1993-1994            | Torino             | A                  | 34         | 11         | 12         | 11         | CI              | 8               | 3               | 4               | 1               | CdC                | 6                  | 3                  | 1                  | 2                  | SI          | 1           | 0           | 0           | 1           | 49     | 17     | 17     | 15     | 34,69      | 8º               |
| 1994-1995            | Atalanta           | B                  | 38         | 17         | 15         | 6          | CI              | 3               | 2               | 0               | 1               | -                  | -                  | -                  | -                  | -                  | CAI         | 4           | 2           | 2           | 0           | 45     | 21     | 17     | 7      | 46,67      | 4º (prom.)       |
| 1995-1996            | Atalanta           | A                  | 34         | 11         | 6          | 17         | CI              | 8               | 2               | 2               | 4               | -                  | -                  | -                  | -                  | -                  | -           | -           | -           | -           | -           | 42     | 13     | 8      | 21     | 30,95      | 13º              |
| 1996-1997            | Atalanta           | A                  | 34         | 11         | 11         | 12         | CI              | 1               | 0               | 0               | 1               | -                  | -                  | -                  | -                  | -                  | -           | -           | -           | -           | -           | 35     | 11     | 11     | 13     | 31,43      | 10º              |
| 1997-1998            | Atalanta           | A                  | 34         | 7          | 11         | 16         | CI              | 6               | 2               | 1               | 3               | -                  | -                  | -                  | -                  | -                  | -           | -           | -           | -           | -           | 40     | 9      | 12     | 19     | 22,50      | 16º (retr.)      |
| Totale Atalanta      | Totale Atalanta    | Totale Atalanta    | 246        | 83         | 87         | 76         |                 | 39              | 16              | 7               | 16              |                    | 10                 | 3                  | 2                  | 5                  |             | 4           | 2           | 2           | 0           | 299    | 104    | 98     | 97     | 34,78      |                  |
| 1998-1999            | Torino             | B                  | 38         | 19         | 8          | 11         | CI              | 4               | 2               | 1               | 1               | -                  | -                  | -                  | -                  | -                  | -           | -           | -           | -           | -           | 42     | 21     | 9      | 12     | 50,00      | 2º (prom.)       |
| 1999-2000            | Torino             | A                  | 34         | 8          | 12         | 14         | CI              | 2               | 1               | 0               | 1               | -                  | -                  | -                  | -                  | -                  | -           | -           | -           | -           | -           | 36     | 9      | 12     | 15     | 25,00      | 15º (retr.)      |
| Totale Torino        | Totale Torino      | Totale Torino      | 208        | 73         | 78         | 57         |                 | 36              | 16              | 12              | 8               |                    | 22                 | 11                 | 6                  | 5                  |             | 4           | 3           | 0           | 1           | 270    | 103    | 96     | 71     | 38,15      |                  |
| nov. 2000-2001       | Napoli             | A                  | 28         | 8          | 10         | 10         | CI              | -               | -               | -               | -               | -                  | -                  | -                  | -                  | -                  | -           | -           | -           | -           | -           | 28     | 8      | 10     | 10     | 28,57      | Sub. 17º (retr.) |
| nov. 2001-mag. 2002  | Cosenza            | B                  | 26         | 9          | 5          | 12         | CI              | -               | -               | -               | -               | -                  | -                  | -                  | -                  | -                  | -           | -           | -           | -           | -           | 26     | 9      | 5      | 12     | 34,62      | Sub., Eson.      |
| dic. 2002-feb. 2003  | Cosenza            | B                  | 10         | 2          | 3          | 5          | CI              | -               | -               | -               | -               | -                  | -                  | -                  | -                  | -                  | -           | -           | -           | -           | -           | 10     | 2      | 3      | 5      | 20,00      | Sub., Eson.      |
| Totale Cosenza       | Totale Cosenza     | Totale Cosenza     | 36         | 11         | 8          | 17         |                 | -               | -               | -               | -               |                    | -                  | -                  | -                  | -                  |             | -           | -           | -           | -           | 36     | 11     | 8      | 17     | 30,56      |                  |
| feb.-giu. 2004       | Fiorentina         | B                  | 20+2       | 12+1       | 4+1        | 4+0        | CI              | -               | -               | -               | -               | -                  | -                  | -                  | -                  | -                  | -           | -           | -           | -           | -           | 22     | 13     | 5      | 4      | 59,09      | Sub. 6º (prom.)  |
| ago.-ott. 2004       | Fiorentina         | A                  | 7          | 1          | 4          | 2          | CI              | 5               | 2               | 3               | 0               | -                  | -                  | -                  | -                  | -                  | -           | -           | -           | -           | -           | 12     | 3      | 7      | 2      | 25,00      | Eson.            |
| Totale Fiorentina    | Totale Fiorentina  | Totale Fiorentina  | 27+2       | 13+1       | 8+1        | 6+0        |                 | 5               | 2               | 3               | 0               |                    | -                  | -                  | -                  | -                  |             | -           | -           | -           | -           | 34     | 16     | 12     | 6      | 47,06      |                  |
| feb.-giu. 2006       | AlbinoLeffe        | B                  | 16+2       | 7+1        | 4+0        | 5+1        | CI              | -               | -               | -               | -               | -                  | -                  | -                  | -                  | -                  | -           | -           | -           | -           | -           | 18     | 8      | 4      | 6      | 44,44      | Sub. 18º         |
| 2006-2007            | AlbinoLeffe        | B                  | 42         | 11         | 20         | 11         | CI              | 2               | 1               | 0               | 1               | -                  | -                  | -                  | -                  | -                  | -           | -           | -           | -           | -           | 44     | 12     | 20     | 12     | 27,27      | 10º              |
| 2007-2008            | Cremonese          | C1                 | 34+4       | 16+1       | 12+2       | 6+1        | CI-C            | 8               | 5               | 1               | 2               | -                  | -                  | -                  | -                  | -                  | -           | -           | -           | -           | -           | 46     | 22     | 15     | 9      | 47,83      | 2º               |
| dic. 2008- mar. 2009 | Cremonese          | 1D                 | 10         | 1          | 7          | 2          | CI+CI-LP        | 0+3             | 1               | 2               | 0               | -                  | -                  | -                  | -                  | -                  | -           | -           | -           | -           | -           | 13     | 2      | 9      | 2      | 15,38      | Sub., Eson.      |
| Totale Cremonese     | Totale Cremonese   | Totale Cremonese   | 195+6      | 64+1       | 79+4       | 52+1       |                 | 31              | 12              | 9               | 10              |                    | -                  | -                  | -                  | -                  |             | -           | -           | -           | -           | 232    | 77     | 92     | 63     | 33,19      |                  |
| set. 2009-2010       | AlbinoLeffe        | B                  | 35         | 13         | 11         | 11         | CI              | -               | -               | -               | -               | -                  | -                  | -                  | -                  | -                  | -           | -           | -           | -           | -           | 35     | 13     | 11     | 11     | 37,14      | Sub. 11º         |
| 2010-2011            | AlbinoLeffe        | B                  | 40+2       | 12+0       | 10+2       | 18+0       | CI              | 3               | 2               | 0               | 1               | -                  | -                  | -                  | -                  | -                  | -           | -           | -           | -           | -           | 45     | 14     | 12     | 19     | 31,11      | 18º              |
| Totale AlbinoLeffe   | Totale AlbinoLeffe | Totale AlbinoLeffe | 133+4      | 43+1       | 45+2       | 45+1       |                 | 5               | 3               | 0               | 2               |                    | -                  | -                  | -                  | -                  |             | -           | -           | -           | -           | 142    | 47     | 47     | 48     | 33,10      |                  |
| feb.-mar. 2012       | Novara             | A                  | 6          | 1          | 2          | 3          | CI              | -               | -               | -               | -               | -                  | -                  | -                  | -                  | -                  | -           | -           | -           | -           | -           | 6      | 1      | 2      | 3      | 16,67      | Sub., Eson.      |
| Totale carriera      | Totale carriera    | Totale carriera    | 921        | 304        | 340        | 277        |                 | 121             | 50              | 35              | 36              |                    | 32                 | 14                 | 8                  | 10                 |             | 8           | 5           | 2           | 1           | 1 082  | 373    | 385    | 324    | 34,47      |                  |

## Palmarès

### Giocatore
- Campionato italiano Serie D: 1

Cremonese: 1967-1968 (girone B)
- Campionato italiano Serie C: 1

Cremonese: 1976-1977 (girone A)

### Allenatore

#### Competizioni nazionali
- Coppa Italia: 1

Torino: 1992-1993

#### Competizioni internazionali
- Coppa Mitropa: 1

Torino: 1991